# Orfordville
Orfordville est un village du comté de Rock, dans l'État du Wisconsin, aux États-Unis. En 2020, il comptait une population de 1 473 habitants.